# 道の駅虹の湖
道の駅虹の湖（みちのえき にじのこ）は、青森県黒石市にある国道102号の道の駅である。愛称は虹の湖公園。
1988年（昭和63年）の浅瀬石川（あせいしがわ）ダム完成にあわせてオープンした。

## 施設
- 駐車場
  - 普通車：260台
  - 大型車：10台
  - 身障者用：2台
- トイレ
  - 男：大 6器（2器）、小 16器（6器）
  - 女：13器（4器）
  - 身障者用：3器（2器）

※（）は、24時間利用可能
- 公衆電話：1台
- 虹の湖公園ふれあい広場
  - パターゴルフ場（10:00 - 17:00）
  - バーベキューガーデン（10:00 - 17:00）
  - 遊具
  - イベント広場
- 虹の湖レストハウス（9:00 - 17:00）
  - 売店
  - レストラン「レインボー」（11:00 - 16:00）
- 公園管理棟（9:00 - 17:00）
  - 無料休憩所（9:00 - 17:00）
- 「屋台村」（9:00 - 17:00）
- 農産物直売所「ふるさとショップ」（9:00 - 16:00）

### 運営会社
- 株式会社ツガルサイコー

## 休館日
- 11月上旬 - 翌年4月中旬（冬季閉鎖）
- 11月下旬 - 3月末（レストハウス内の売店・レストラン）
  - 青荷温泉の利用者の駐車場と温泉を結ぶシャトルバスの発着場で利用される[1]。

## アクセス
- 国道102号 - 登録路線
  - 道路の両側に駐車場が広がる

### バス停留所
停留所名は虹の湖公園前である。
- 弘南バス
  - 黒石 - 虹の湖公園・温川線

## 周辺
- 浅瀬石川ダム資料館
- 津軽こけし館